# Lecithobothrys sprenti
Lecithobothrys sprenti är en plattmaskart. Lecithobothrys sprenti ingår i släktet Lecithobothrys och familjen Haploporidae. Inga underarter finns listade i Catalogue of Life.